# Énergie géothermique au Kenya

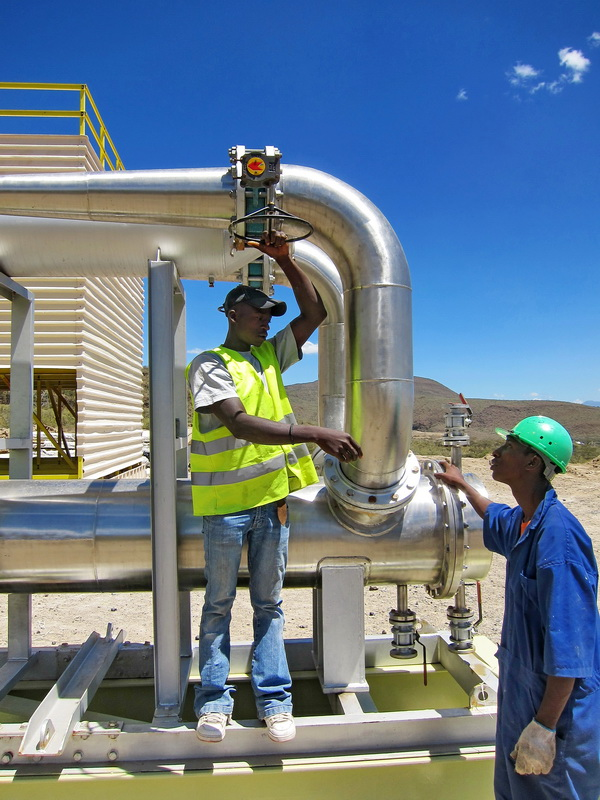
Travailleurs de la centrale géothermique d'Olkaria

L'énergie géothermique au Kenya est implantée dans  la  grande vallée du Rift au Kenya en Afrique de l'Est.
Les centrales géothermiques du Kenya ont produit 40,7 % de la production d'électricité du pays en 2021.
Le Kenya est en 2021 le 8e producteur d'électricité géothermique avec 5,3 % de la production mondiale.

## Potentiel
Le potentiel géothermique du Kenya, lié à la spécificité géologique exceptionnelle de la vallée du Rift, est estimé à près de 10 000 MW.
Le pays compte 23 bassins à fort potentiel géothermique répartis sur 400 km le long de la vallée du Rift, dont le potentiel est évalué à 10 GW, soit plus de quatre fois la capacité de production du pays en 2018 (2,3 GW), dont déjà près du tiers provient de la géothermie. Celle-ci devrait représenter la moitié des 3,3 GW que le Kenya prévoit d'atteindre en 2024. Le développement de ce potentiel a commencé en 1984 dans la région d'Olkaria, à une centaine de kilomètres au nord-est de Nairobi, au cœur du Parc national de Hell's Gate. Les turbines en service sur les cinq premières tranches du programme Olkaria représentent déjà en 2018 une puissance installée de près de 0,7 GW et alimentent en électricité les trois principales villes du pays. Cette puissance est appelée à doubler d'ici 2025 au fil des concessions que KenGen, l'opérateur public kényan, prévoit de délivrer.

## Historique
Depuis 2019 , Le Kenya possède 690 MW de capacité géothermique installée, et est le premier pays africain à construire des centrales d'énergie géothermique. La Kenya Electricity Generating Company, qui est détenue à 74% par l'État, a construit trois centrales pour exploiter la ressource géothermique, Olkaria, Olkaria I (185 MW), Olkaria II (105 MW) et Olkaria IV (140 MW), Olkaria V (160 MW), centrales de production de têtes de puits de 75 MW, avec une troisième centrale privée Olkaria III (139 MW). De plus, une usine pilote de tête de puits de 2,5 MW a été mise en service à Eburru et deux petites usines pour un total de 4 MW ont été construites par la Oserian Development Company pour alimenter ses installations de roseraies.

## Puissance et production
Les centrales géothermiques du Kenya ont produit 5 037 GWh en 2021, soit 40,7 % de la production d'électricité du pays.
Le Kenya est en 2021 le 8e producteur d'électricité géothermique avec 5,3 % de la production mondiale.
La puissance installée des centrales géothermiques du Kenya s'élève à (1 193 MW) en 2020, soit 7,5 % du total mondial de 15 950 MW, selon un rapport présenté au congrès mondial de la géothermie 2020.
La puissance installée des centrales géothermiques a progressé de 22 % au Kenya (+160 MW).

## Centrales

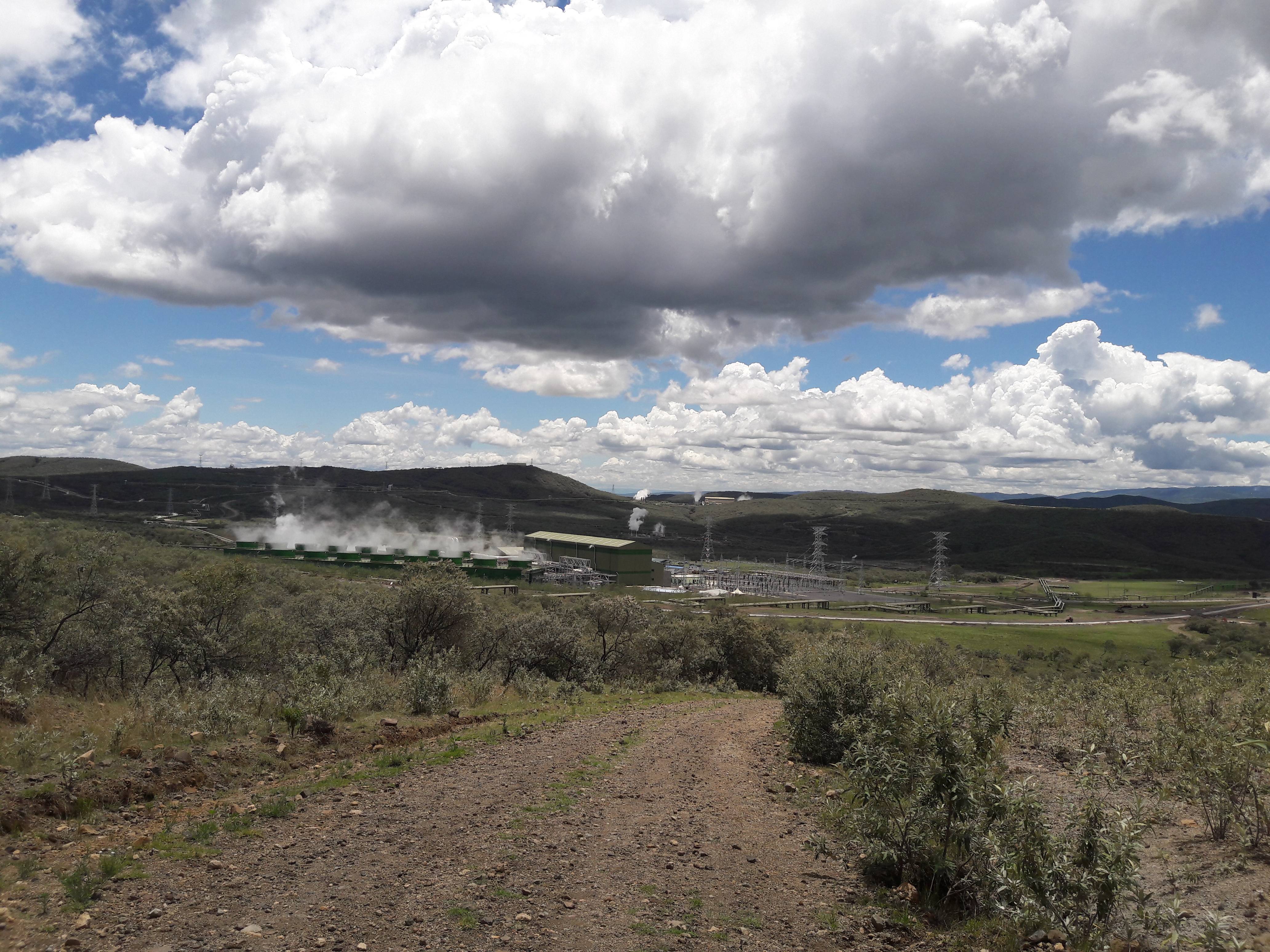
Centrale géothermique Olkaria V, 2019.

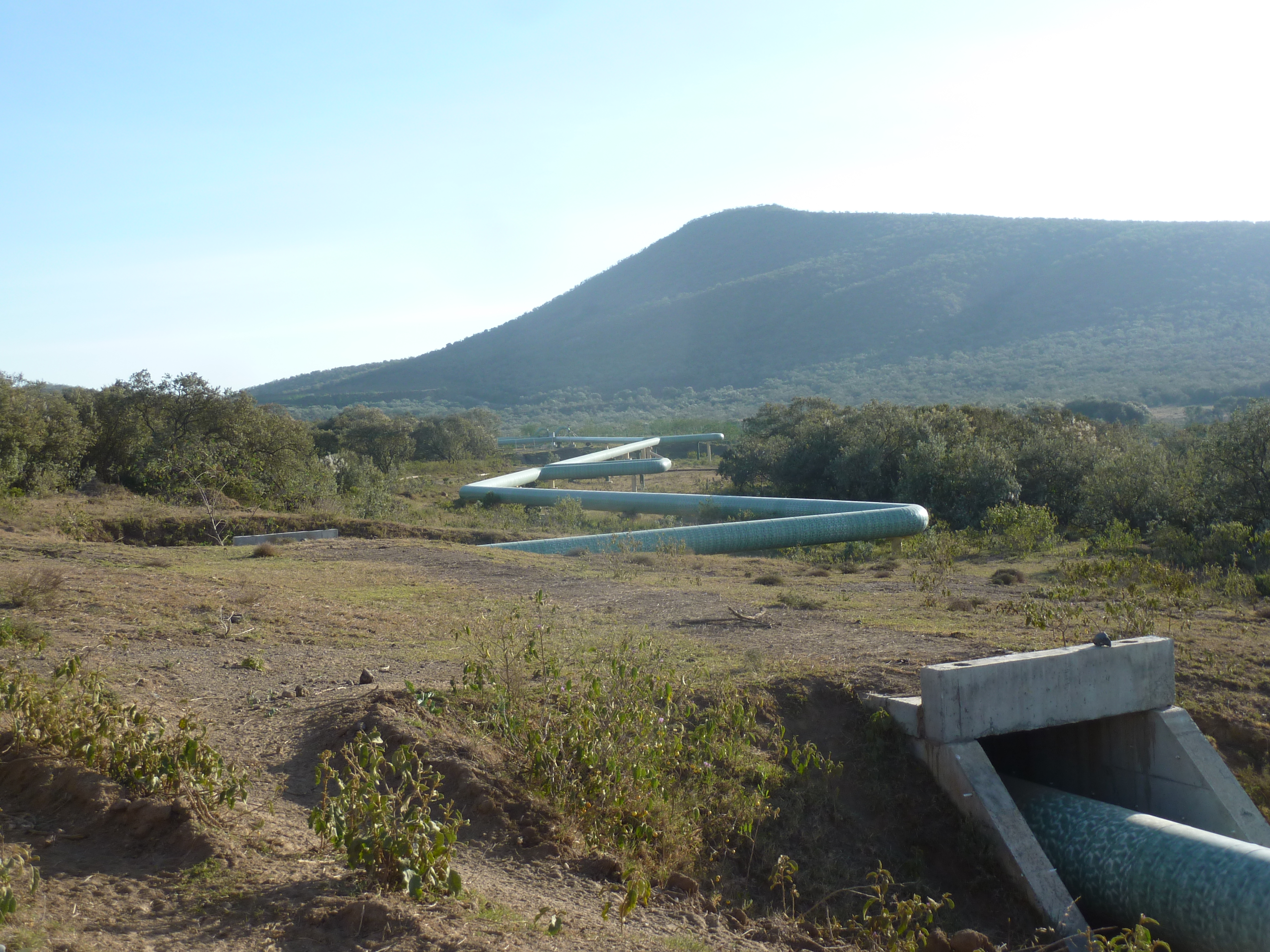
Conduites de vapeur géothermique dans le parc national de Hell's Gate, 2017.

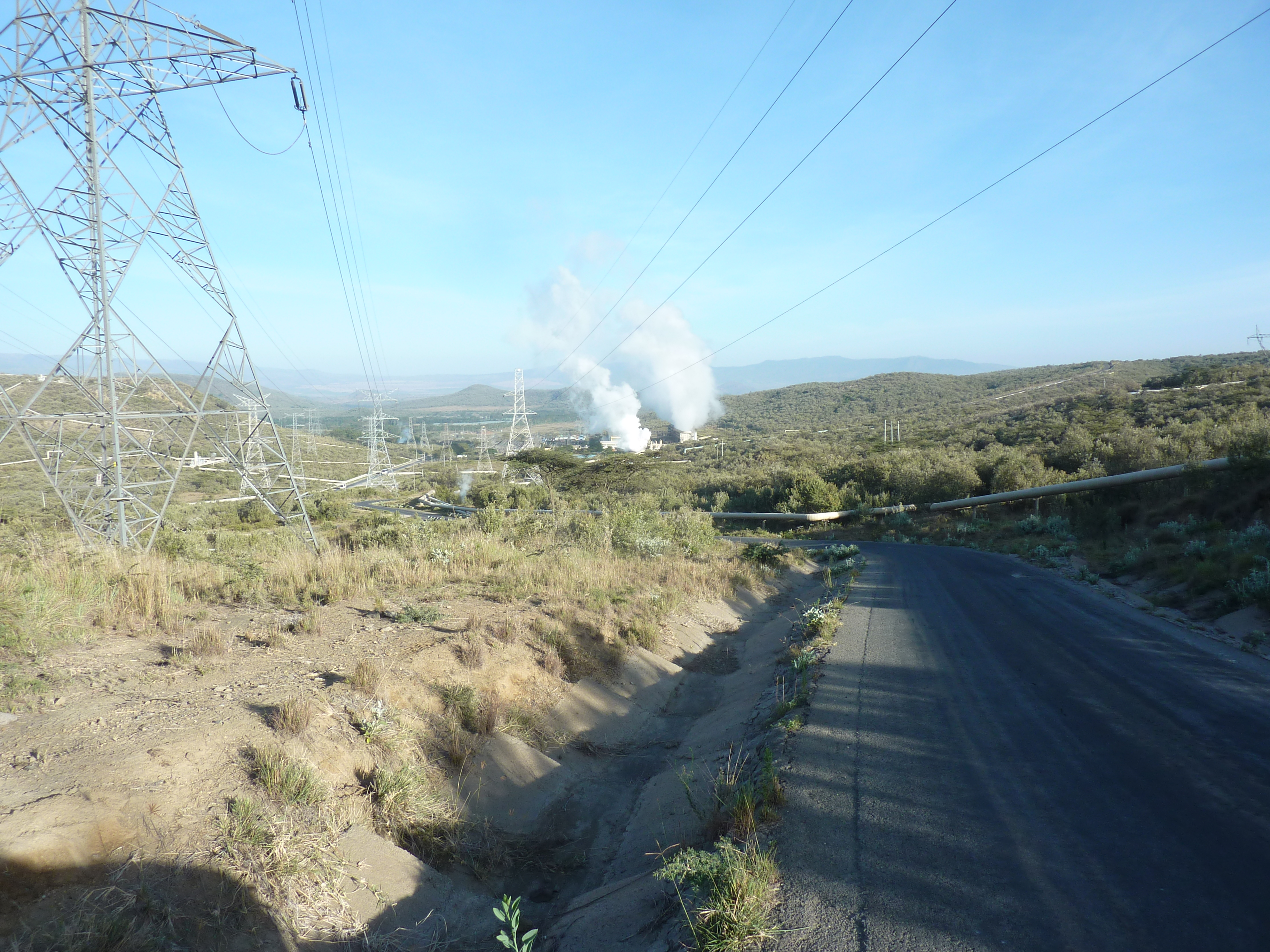
Centrale géothermique d'Olkaria dans le parc national de Hell's Gate, 2017.

La première centrale géothermique du Kenya, Olkaria 1, a été construite en 1981. Les deux tiers de la capacité installée appartiennent à l'entreprise nationale KenGen, le reste à des producteurs indépendants. La centrale Olkaria 1 de KenGen comprend cinq unités, dont les trois premières (15 MW chacune), mises en service en 1981, 1982 et 1985, seront déclassées en 2019-2020 ; les deux autres, de 70 MW chacune, ont été installées en 2014 ; Olkaria 2 (70 MW) a été inaugurée par KenGen en 2003 ; Olkaria 3 (48 MW en 2000 + 62 MW ajoutés en 2013-14) est la première centrale géothermique privée, exploitée par OrPower4, filiale d'Ormat Technologies ; Olkaria 4 (140 MW), inaugurée en 2014 par KenGen ; Eburru (2,2 MW)), par KenGen en 2012 ; Olkaria wellheads (62 MW) par KenGen en 2012-2016 ; OrPower wellhead 4 (62 MW) par OrPower 4 en 2015.
La centrale Olkaria 5 (158 MW), en construction depuis 2017, a été connectée au réseau le 28 juin 2019 ; sa première unité (79 MW) a atteint sa pleine puissance et la seconde sera mise en service fin 2019.
Le site du cratère de Menengai, à 180 kilometres au nord-ouest de Nairobi, est en cours de mise en exploitation ; l'entreprise publique Geothermal Development Company (GDC) a foré des puits et vendra la vapeur à des producteurs indépendants ; trois centrales de 35 MW ont été construites : Menengai I, II et III ; le site produit ainsi 105 MW à mi-2019, mais sa puissance installée pourrait à terme atteindre 465 MW.
Le projet géothermique privé d’Akiira, en cours de construction, devrait produire 70 MW à son achèvement prévu en 2022.
Le projet géothermique de Suswa, développé par l’américain Cyrq Energy dans le comté de Narok, prévoit dans un premier temps, d'installer une capacité de 75 MW en 2021, pour atteindre 330 MW vers 2024.
Le projet géothermique de Turkana, dans la vallée de Sugata, au sud du lac Turkana, prévoit une centrale de 70 MW dans un premier temps, puis 140 MW.

## Objectifs de développement
| Source. |

D'ici 2030, le Kenya vise la production de 5 530 MW d'énergie géothermique, soit 51% de la capacité totale.
Les centrales géothermiques occupent une place de choix dans les plans de développement globaux du Kenya. Il s'agit notamment du projet « Vision 2030 », du NCCAP et de l' « initiative 5000+ MW en 40 mois ». L'énergie géothermique a le potentiel de fournir une énergie de base fiable et compétitive avec une faible empreinte carbone et réduit la vulnérabilité au climat en diversifiant l'approvisionnement en électricité loin de l'hydroélectricité, qui fournit  la majorité de l'électricité du Kenya. Le Kenya vise à étendre sa capacité de production d'énergie géothermique à 5 000 MW d'ici 2030, avec un objectif à moyen terme d'installer 1 887 MW en 2017. 
Kenya Vision 2030 est le nom du plan du gouvernement kényan destiné à augmenter la production d'énergie géothermique à plus de 5 000 MW d'ici 2030.